# Hollenburg (Herrschaft)

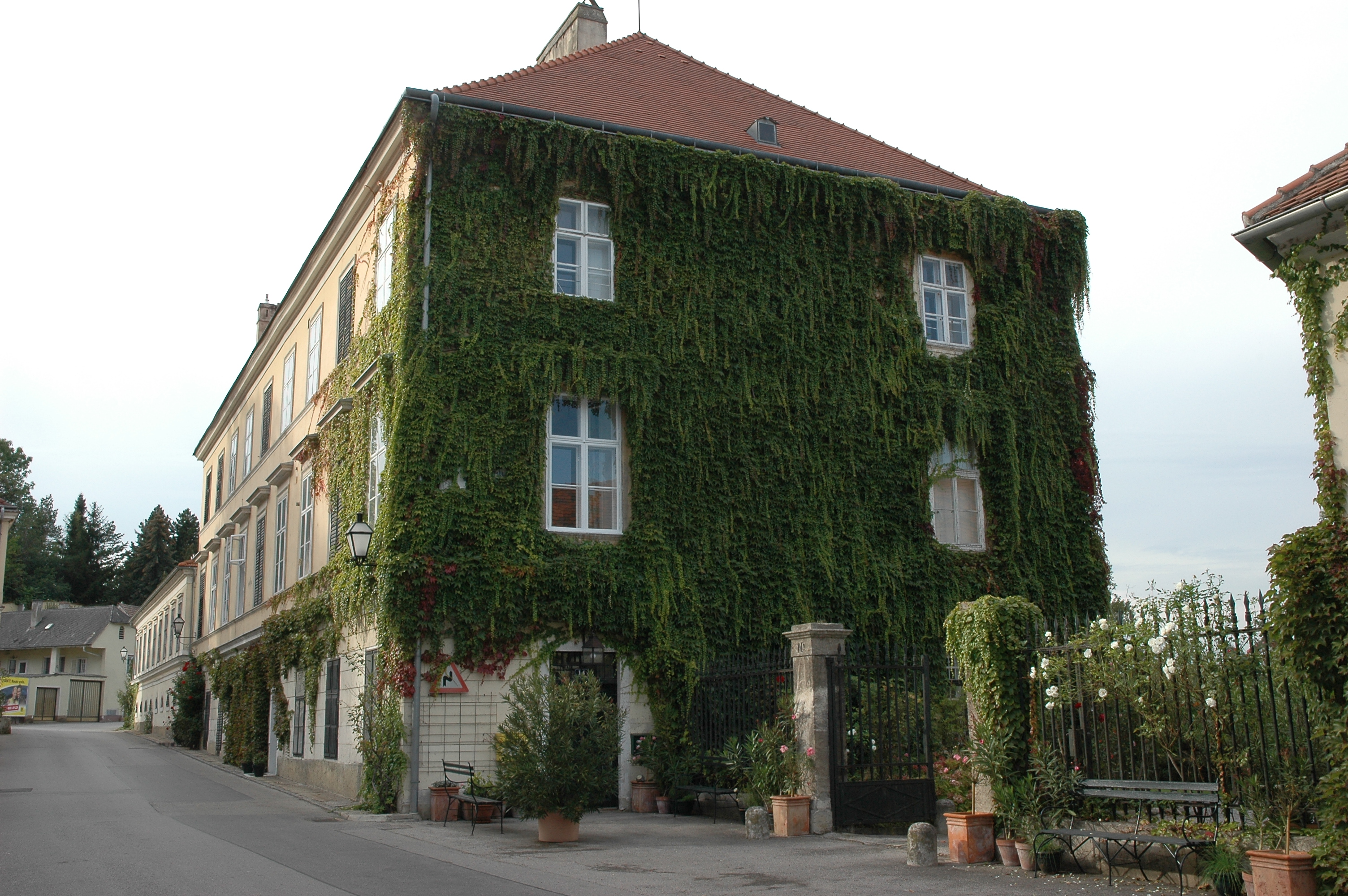
Schloss Hollenburg, Sitz der Verwaltung (2012)

Die Herrschaft Hollenburg war eine Grundherrschaft im Viertel ober dem Wienerwald im Erzherzogtum Österreich unter der Enns, dem heutigen Niederösterreich.

## Ausdehnung
Die Herrschaft, die weiters aus der Herrschaft Eisenthür, dem Edelsitz Rudolfsberg und dem Freihof zu Wagram ob der Traisen bestand, umfasste zuletzt die Ortsobrigkeit über Hollenburg, Wagram, Neusiedel, Ried, Theiß, Ollern, Weinzierl und Fraundorf. Die Ortsobrigkeit über Fraundorf wurde abwechselnd mit der Herrschaft Judenau ausgeübt. Der Sitz der Verwaltung befand sich im Schloss Hollenburg.

## Geschichte
Der letzte Inhaber die Allodialherrschaft war Johann Rudolf Freiherr von Geymüller, Nutzließerin war Clara Freiin von Geymüller. Nach den Reformen 1848/1849 wurde die Herrschaft aufgelöst.